# 더 투르크

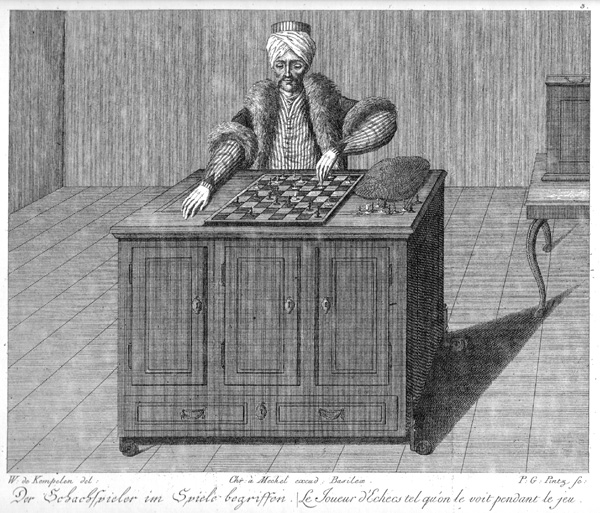

체스 두는 인형(영어: The Turk →투르크 인)은 18세기 후반에 만들어진 체스를 두는 인형이다. 제작된 1770년부터 화재로 소실된 1854년까지, 수많은 소유자를 거친 자동인형으로 전시되었지만, 1820년대 후반에 들어서 틀림없는 사기라는 것이 판명되었다.
체스 두는 인형은 실은 체스 명인이 내부에 숨어서 조작하는 일종의 마술용 도구였다. 체스 두는 인형은 유럽이나 아메리카에서 전시되었던 84년동안 개최된 대부분의 체스 시합에서 이기고, 그 상대 중에는 나폴레옹 보나파르트나 벤저민 프랭클린도 포함되어 있었다. 수많은 사람들이 안에 사람이 숨어있지 않을까 하고 의심했지만, 1820년에 런던의 로버트 윌리스가 간파할 때까지 누구에게도 들키지 않았다.

## 제작
켐펠렌은 쇤브룬 궁전에서 마리아 테레지아를 알현했을 때, 프랑수아 펠르티에(Francois Pelletier)가 만든 작품을 공개하는 것을 보고, 체스 두는 인형 제작의 착상을 얻었다. 퍼포먼스 후의 교환으로 켐펠렌은 세계 최고의 마술용 장치를 가지고 궁전에 돌아오기로 약속했다.
그 도전의 결과가 자동인형으로 된 체스선수로, 오늘에는 체스 두는 인형(투르크 인)이라고 알려진 기계이다. 이 기계는 검은 턱수염과 회색 눈을 지닌, 동양 기술사의 전형적인 코스튬인 투르크 풍의 로브와 터번을 달아둔 등신대의 인간의 머리와 동체 모델로 제작되어 있다. 왼손은 긴 투르크식 담뱃대를 들고, 오른쪽 손은 가로 110cm, 폭 60cm, 높이 75cm의 커다란 캐비넷 위에 걸쳐져 있었다. 캐비넷의 위에는 가로 세로 8인치의 체스판이 있어서, 캐비넷의 앞면에는 3개의 문이 있고, 붉고 하얀 상아 체스세트가 준비되어 있었다.
기계 내부는 매우 복잡해서 내부를 관찰하려는 사람에게 착각을 일으키기 쉽게 되어 있었다. 왼쪽의 서랍을 열면 시계 기어 및 톱니바퀴 같은 것이 많이 얽혀 있지만, 다른 쪽 서랍 안에는 기계 부품은 전혀 들어 있지 않고, 그 대신 붉은 쿠션 따위가 놓여져 있었다. 이 곳에서는 뒤쪽을 볼 수 있게 되어 있었다. 기계로 가득 찬 왼쪽, 체스 세트따위가 놓여진 오른쪽 외에 관람객들에게 보이지 않도록 사람이 숨을 수 있는 슬라이드 시트 가 설치되어 있었다.
캐비넷 위에 있는 체스판은 아래에서 자석으로 조작할 수 있을 정도로 얇고, 체스 말에는 조그맣고 강력한 자석이 들어있어서, 체스판 아래에 있는 실이 달린 자석과 달라붙었다.
이것에 의해서 기계 안에 있는 조작자는 체스 말이 판의 어디에 있는지 알 수 있었다. 체스판의 아래에는 1부터 64까지의 번호가 붙어있었다. 내부의 자석은 말의 외부 자기장에 영향을 받지 않도록 설계되어서, 켐펠렌은 때때로 판 바로 옆에 커다란 자석을 둬서, 이 기계는 자석에 의한 속임수가 아니라는 것을 시연해 보이기도 했다.

## 전시
체스 두는 인형은 프랑소와즈 펠르티와의 공연 6개월 후인 1770년에 쇤브루 궁전에서 처음으로 공개되었다. 켐펠렌은 제판소를 방문해서 발명에 대해 설명하고, 기계의 시연을 행했다. 켐펠렌은 체스 두는 인형을 공개했을 때에 언제나 처음에 문을 열어서 보여줘서, 관객들에게 기계를 조사하게 했다. 그 후, 켐펠렌은 도전자를 모집했다.
켐펠렌은 청중들에게, 체스 두는 인형이 하얀 말을 사용해서 먼저 두게 된다고 설명했다. 움직이는 사이, 체스 두는 인형은 왼손을 쿠션 위에 올리고, 체스 두는 인형은 적의 퀸을 잡으면 두 번 고개를 끄덕이고, 킹을 체크하면 세 번 고개를 끄덕였다. 적이 룰을 위반하면 손을 가리키고, 손을 저어 말을 올바른 위치로 되돌리고 한 수를 쉬었다. 켐펠렌은 시합 도중, 방을 찾아온, 관람객들에게 자석이나 철을 주고, 기계가 자석이나 추로 움직이지 않는 다는 것을 확인시켰다. 가장 처음으로 체스 두는 인형과의 시합을 한 것은 오스트리아의 신하인 루드비히 폰 코벤츨 백작(Count Ludwig von Cobenzl)이었다. 그도 다른 참가자와 마찬가지로 순식간에 졌다. 체스 두는 인형은 공격적인 스타일로, 30분 이내에 시합을 마무리 지었다고 전해진다.
또한, 체스 두는 인형은 나이트 투어 시합도 행했다. 이것은 나이트를 움직여서 체스판 위의 모든 칸을 이동하는 것으로, 당시에 유력한 체스 플레이어 다수도 간단하게는 풀지 못했는데, 체스 두는 인형은 어느 칸에서 출발해도 간단하게 풀어내고는 했다.
체스 두는 인형은 또한, 보드를 사용해서 관객과 영어, 프랑스어, 독일어로 회화할 수 도 있었다. 수학자인 카를 힌덴부르크는 라이프치히에서 체스 두는 인형의 대화를 기록해서, 1789년에 "Uber den Schachspieler des Herrn von Kempelen und dessen Nachbildung"을 출판했다. 질문에는 체스 두는 인형의 연령, 결혼, 비밀 직업 등을 포함했다.

## 유럽 투어
공개 후, 체스 두는 인형에 대한 관심이 유럽 전역에 퍼졌지만, 켐펠렌은 다음의 프로젝트에 열중했고, 도전자로 온 사람에 대해서, 수리 중이라는 거짓말로 돌려보냈다. 데뷔 후 10년 동안, 스코틀랜드 귀족인 로버트 머레이 키스 경과의 1 경기만을 행했고, 그 후 켐펠렌은 체스 두는 인형을 완전히 분해했다. 켐펠렌은 그 발명을 시시한 것이라고 생각한 데다가 인기를 싫어해서, 증기기관이나 말하는 기계의 발명에 몰두했었다.
1781년, 켐펠렌은 신성 로마 제국의 요제프 2세로부터, 체스 두는 인형을 고쳐서, 빈에 체제 중인, 나중에 러시아 황제가 되는 파벨 1세(체제 중에는 대공)부부를 환대하라는 명령을 받았다. 파벨 1세는 크게 기뻐해서, 체스 두는 인형의 유럽 투어를 제안, 켐펠렌은 마지 못해 승낙했다.
체스 두는 인형은 1783년 4월의 프랑스를 시작으로 투어를 개시했다. 파리에서 공개에 앞서, 베르사유 궁전을 방문해, 샤를 고드프로이 드 라 투르 오베르뉴(Charles Godefroy de La Tour d'Auvergne)와의 시합에서 졌다. 5월에는 파리에 공개되어, 당시 세계 2위의 랭크를 자랑하던 체스 기사 버나드(Mr. Bernard)와의 시합을 했다. 프랑스에서의 공개 후, 당시 세계 최강이라 생각되던 프랑수아앙드라 다니칸 필리도르와의 시합을 청하는 소리가 높아졌다. 파리 시의 체스기사가 모이는 카페 드 라 레장스(Cafe de la Regence)로 이동해서, 수많은 실력자들과 대전하고, 드디어 프랑스 과학 아카데미에서 필리도르와 대전했다. 결과, 필리도르는 이기고는, 그의 아들은 아버지가 '내 평생 가장 지친 시합이었다!'라고 탄식했다고 기록했다. 체스 두는 인형이 파리에서의 마지막 시합을 한 상대는 미국에서의 대사로 프랑스에 온 벤자민 프랭클린이었다. 프랭클린은 이 시합을 매우 즐겨서, 남은 생을 필립 시크니스(Philip Thicknesse)의 저서 "Speaking Figure and the Automaton Chess Player, Exposed and Detected"를 항상 곁에 끼고, 기계에 흥미를 보였다.
켐펠렌과 체스 두는 인형은 파리를 떠나 런던으로 이동해서, 1판당 5실링으로 매일 시합을 벌였다. 당시 회의주의자라고 알려진 시크니스는 체스 두는 인형의 내부 구조를 열심히 파해쳤다. 그는'터무니 없이 재주 좋은 남성'이라며 켐펠렌을 존경했지만, 기계의 안에 조그마한 아이가 들어가 교묘하게 장난칠 거라고 단언해서, '내부에는 시계같이 수많은 부품이 있지만, 이것들은 관객들을 기만하기 위한 것일 것이다'라고 썼다.
런던에서 몇 년을 보낸 후, 켐펠렌과 체스 두는 인형은 수많은 도시를 돌아다니며 라이프치히로 이동했다. 라이프치히를 나와서, 드레스덴에서는 조제프 프리드리히 프라이헤르
폰 라크니츠(Joseph Friedrich Freiherr von Racknitz)와 만났으며, 라크니츠(Racknitz)는 자신이 발견한 기계의 작동에 대해서 고찰한 일러스트를 더해서, "Ueber den Schachspieler des Herrn von Kempelen, nebst einer Abbildung und Beschreibung seiner Sprachmachine"로서 출판했다. 이 후, 암스테르담을 방문해서, 프로이센 왕 프리드리히 2세로부터 포츠담의 상수시 궁전(※프리드리히 2세. 즉 프리드리히 대왕의 여름 궁전)에 초청받았다. 프리드리히 2세는 크게 기뻐해서, 수많은 돈을 대가로 체스 두는 인형의 비밀을 물었다. 프리드리히 대왕은 이후, 비밀을 누설하지는 않았지만, 비밀을 들어버린 것을 몇 번이나 한탄하며 후회했다고 한다.(이 이야기는 거의 창작물에 의한 것이다. 체스 두는 인형이 프리드리히 대왕과 만났다는 증거가 없다. 19세기 초에, 체스 두는 인형이 영국의 조지 3세와 만났다는 루머가 흘러나온 시기와 거의 비슷하다.)
실제로는 체스 두는 인형은 쇤브루 궁전에 20년 이상 체재했지만, 켐펠렌은 말년에 매각에 실패해서, 1804년 3월 26일에 70세로 서거했다는 것이 진실인 듯 하다.

## 멜첼과 기계
켐펠렌이 죽은 뒤, 체스 두는 인형은 1808년에 켐펠렌의 아들이 바이에른 주의 음악가 요한 네포무크 멜첼(Johann Nepomuk Mälzel: 메트로놈의 발명가)에게 매각하기로 결단할 때까지 잠들어 있었다. 메트로놈의 발명가이기도 한 멜첼은 켐펠렌의 생전에도 체스 두는 인형을 구입하고자 했으나, 켐펠렌이 2만 프랑을 요구했기 때문에, 결렬되었다. 켐펠렌의 아들은 그 반액의 가격으로 멜첼에게 매각했다. 체스 두는 인형을 손에 넣은 멜첼은 그 구조를 연구해서, 움직이도록 수리를 했다.
1809년, 체스 두는 인형과 시합을 하기 위해 나폴레옹 보나파르트가 쇤브룬 궁전에 도착했다. 목격자의 증언에 따르면, 멜첼이 기계를 조립해서, 체스 두는 인형은 시합 전에 나폴레옹에게 경례를 했다. 시합의 내용에 대해서는 후년에 수많은 문헌이 출판되었지만, 각각 모순이 있다. 브래들리 유어트(Bradley Ewart)에 따르면, 체스 두는 인형은 캐비넷의 앞에 앉고, 나폴레옹은 다른 테이블에 앉았다고 한다. 나폴레옹의 테이블의 주위에는 로브가 둘러져 있어서, 체스 두는 인형의 근처에는 접근할 수 없었다. 멜첼은 양자의 사이를 오고 가며, 양자의 행보법을 전했다. 관례에 반해서, 나폴레옹은 체스 두는 인형보다 먼저 수를 두었고, 체스 두는 인형은 그 말을 판에서 버리고 게임을 속행했다. 나폴레옹이 세번째로 반칙을 행하자, 팔을 휘저어서, 판 위의 말을 날려버렸다. 나폴레옹은 즐거워 하며, 그 후 진지하게, 게임 종료까지 19수를 지시했다고 전해진다. 다른 설에 따르면, 나폴레옹은 체스 두는 인형에게 져서 기분이 나빴다고 전해진다.
1811년, 멜첼은 체스 두는 인형을 밀라노에 가지고 갔고, 나폴레옹의 양아들인 외젠 드 보아르네(Eugène de Beauharnais)를 만났다. 보아르네는 매우 기뻐해서, 멜첼에게 매입을 요구했다. 교섭 끝에, 보아르네는 멜첼이 구입한 가격의 3배인 3만 프랑으로 체스 두는 인형을 구입했고, 4년 간 소유했다. 1815년, 멜첼은 다시 보아르네를 찾아가, 다음 투어로 얻을 예정인 3만 프랑으로 체스 두는 인형을 다시 구입했다.
다시 구입한 후, 멜첼과 체스 두는 인형은 파리로 돌아가서, 카페 드 라 레장스(Cafe de la Regence)에서 수많은 체스 애호가들과 알게 되었다. 멜첼은 1818년까지 프랑스에 체재하다가, 런던으로 이동해서, 체스 두는 인형이나 다른 기계를 사용해 다수의 공연을 했다. 런던에서는 멜첼의 활동이 쉴새없이 보도되었다. 그는 기계의 개량을 계속해서, 마침내 발성기관을 짜넣어서, 상대를 체크로 몰아넣었을 경우에 '체크!'라고 선언하게까지 했다.
1819년, 멜첼과 체스 두는 인형은 영국 투어에 나섰다. 이때는 선수를 양보하거나, 패널티 체스(※패널티 체스: 말 중에 일부를 빼고 하는 체스)가 가능하도록 개량되어 있었다. 이 패널티 체스 기능은 체스 두는 인형에 대한 관심을 높여서, W. J. 후네만(W. J. Hunneman)은 패널티 체스의 기보를 기록한 책을 출판했다. 패널티 체스를 제외하고, 체스 두는 인형은 이 투어에서 45승 3패 2 스테일메이트(※아예 킹이 움직일 수 없는 상태. 체크메이트의 경우, 킹은 일단 움직일 수는 있는 경우. 무승부가 나는 조건 중 하나)라는 성적을 거뒀다.

## 미국에서의 멜첼
체스 두는 인형은 멜첼에게 부를 가져다 주었지만, 그는 빚에 허덕여서, 다시 채무불이행으로 보아르네에게 호소했다. 멜첼은 빚을 갚기 위해서 체스 두는 인형을 팔 수 없었고, 그 대신 미국에서 투어를 행하기로 했다. 1826년, 뉴욕에서 엑시비전을 개최해서, 조금씩 인기를 끌기 시작했고, 수많은 신문에 소개기사나 익명의 폭로기사가를 썼다. 멜첼의 문제는 체스 두는 인형의 적절한 조작자를 찾는 것이었다. 최종적으로 멜첼은 초청 기금을 모아서 이전의 조작자 윌리엄 슐룸베르거를 유럽에서 미국으로 초청했다.
슐룸베르거가 도착하자, 체스 두는 인형은 보스턴에서 데뷔를 했다. 멜첼은 뉴욕의 체스 선수는 전부 상대할 가치도 못 되지만 보스턴 쪽은 실력이 괜찮다고 선전했다. 이 투어는 몇 주 동안이나 성공했고, 3주 후에는 필라델피아, 그 후에는 볼티모어로 이동했다. 볼티모어에서도 몇 주 간 체재해서, 미국 독립선언의 서명자 찰스 캐롤 오브 캐롤턴에게 지기도 했다. 또한, 볼티모어에서 전시 중에는 워커 형제가 체스 두는 인형에게 대항하기 위해서, 워커 체스플레이어(Walker Chess-player)라는 독자적인 기계를 만든다는 기사도 나왔다. 멜첼은 이 기계를 보고 사려고 했지만, 이 제안은 거절되었다. 워커 형제의 기계는 몇년 동안 투어에 나섰지만, 멜첼처럼 명성을 얻지는 못했다.
멜첼은 때로 유럽으로 돌아가면서 1828년까지 미국에서 전시를 계속했고, 1829년에 돌아갔다. 1830년대에는 다시 미국에 방문해서 미시시피 주까지 발을 넓혔고, 캐나다에도 갔다. 버지니아주 리치몬드에서는 "The Southern Literary Messenger"의 편집인이던 에드가 엘런 포를 만났다. 포의 에세이 "멜첼의 체스 기사Maelzel's Chess-Player"는 1836년 4월에 출판되었다. 포의 가설에는 오류가 많았지만, 체스 두는 인형에 관한 가장 유명한 에세이가 되었다.
멜첼은 최종적으로 쿠바의 바하마에 방문했다. 쿠바에서는 슐룸베르거가 황열병으로 죽고, 조작자가 없어지게 되었다. 멜첼은 낙담해서 필라델피아로 돌아갔다. 멜첼은 1838년, 66세가 되었을 때, 체스 두는 인형을 선장에게 맡기고, 돌아가던 도중 바다에 몸을 던졌다.

## 말년과 그 후
멜첼의 사후, 체스 두는 인형은 멜첼이 만든 그 외의 기계와 함께 친구이던 상인 존 오르에게 넘어갔다. 그는 체스 두는 인형을 옥션에 팔려고 했지만, 경쟁이 저조해서 자신이 400달러에 되샀다. 결국, 오르는 에드가 앨런 포의 주치의이던 체스 두는 인형의 숭배자 존 미첼에게 양도했다.
1840년에 수리를 완료, 미첼은 찰스 윌슨 필의 필 미술관에 기증했다. 그리고 1854년 7월 5일, 필라델피아 국립극장에서 화재가 일어나, 박물관까지 불이 옮겨붙어, 화재로 소실되기 전까지, 때때로 체스 시합도 행했다. 미첼은 불 속에서 체스 두는 인형이 '체크! 체크!'라고 반복해서 비명을 질렀을 거라고 믿었다.
로스앤젤레스에서 활약하는 마술용품 제작자 존 고우간은 체스 두는 인형의 복제를 만들기 위해서, 1984년부터 5년의 세월과 12만 달러를 투자했다. 이 기계에는 화재로 타고 남은 체스 두는 인형의 오리지널 체스판을 이용해서, 작동에는 컴퓨터가 이용되었다. 1989년 11월에 첫 공개되었다.

## 비밀의 폭로
체스 두는 인형의 활약 중에 수많은 책과 논문이, 외부에서 관찰한 체스 두는 인형의 동작 원리를 파헤치려고 했지만, 대부분은 정확하지 않았다. 사이러스 미첼은 "The Chess Monthly"에 투고한 논문에서, 처음으로 그 비밀을 파헤쳤다. 미첼은 체스 두는 인형의 최후 소유자인 존 미첼의 아들이다.
1859년, 존 미첼 아래에서 조작자로 일했던 윌리엄 쿰머가 "필라델피아 선데이 디스패치 (Philadelphia Sunday Dispatch)"에 서한을 공개해서, 체스 두는 인형의 내부 구조가 밝혀지게 되었다. 캐비넷 속에는 양초가 놓여 있고, 램프에서 터번으로 관이 이어져서, 환기의 역할을 했다. 터번에서 피어나는 연기는 게임 판에서 나는 연기로 구분이 가지 않게 되어 있었다.
또한 1859년 후반, "Littell's Living Age"에 익명으로 논문이 게재되어, 프랑스의 마술사 장 외젠 로베르 우댕(Jean Eugène Robert-Houdin)에 대해서 전했다. 이 논문은 오류가 많았지만, 다리가 잘린 폴란드 장교가 켐펠렌에 의해 구조되어, 기계 안에 숨어서 러시아로 밀항했다는 이야기로 끝을 맺었다.
1899년에는"The American Chess Magazine"에 나폴레옹과 체스 두는 인형의 대국 보고가 기재되었다. 이 보고는 이전의 수많은 문헌을 종합한 것이었다. 1960년에는"American Heritage"에서, Ernest Wittenberg가 캐비넷 안에서 어떻게 조작을 하는 것인지에 대해 논했다.
1945년에는 Henry A. Davidson에 의해(출전 필요) A Short History of Chess가 출판되었지만, 이것은 캐비넷이 아닌 체스 두는 인형 속에 조작자가 숨어있었다는 등 포의 잘못된 설에 기반하고 있었다. 1978년의 Alex G. Bell의 저서 The Machine Plays Chess에서도, 무대 뒤에 숨은 어른의 지시를 받아, 숙련된 어린 아이가 조작하고 있었다는 잘못된 이론을 게재하고 있다.
20세기 후반에는 체스 두는 인형에 관해 수많은 책이 출판되었다. Bell의 저서 외에도, Charles Michael Carroll의 The Great Chess Automaton(1975)에서는 체스 두는 인형에 대해서 추가로 진행된 연구가 이뤄지고, Bradley Ewart의 Chess: Man vs. Machine(1980)에서는 체스 두는 인형과 그 외의 체스용 자동인형의 비교가 이루어졌다.
IBM의 딥 블루가 세계 챔피언에게 도전하자 다시 관심이 높아져서, Gerald M. Levitt의 The Turk, Chess Automaton(2000)과 Tom Standage의 The Turk: The Life and Times of the Famous Eighteenth-Century Chess-Playing Machine(2002)이 출판되었다. 2003년의 다큐멘터리 영화 "Game Over: Kasparov and the Machine"에서는 체스 두는 인형이 딥 블루의 의인화된 모습으로 사용되었다.

## 현대 문화

### 모방품
체스 두는 인형의 인기와 수수께끼는 아지브(Ajeeb)나 찰스 호퍼(Charles Hopper) 등, 수많은 발명품이나 모방품에 영향을 주었다. 아헤드레시스타(El Ajedrecista)는 1912년에 레오나르도 토레스 이 케베도(Leonardo Torres y Quevedo)가 만들어서, 1914년의 파리 만국박람회에서 공개되었다. 전자석을 이용한 엔드게임을 행할 수 있고, 체스 자동 인형에게서 1위를 빼앗아서, 딥 블루의 선구주자 중 하나가 되었다.

### 연극
"자동 체스 플레이어 (The Automaton Chess Player)"라고 하는 연극이, 1845년에 뉴욕에서 상연되었다. 일러스트레이티드 런던 뉴스(The Illustrated London News)에 기재된 기사와 광고에 따르면, 연극은 켐벨른의 기계에 기초를 두고 있다고 했지만 실제로는 워커 형제의 모방품 이야기에 근거하고 있었다.

### 영화와 TV프로
1927년에 제작된 레몽 베르나르(Raymond Bernard)의 무성영화 "Le joueur d'echecs"는 어드벤처 스토리에 체스 두는 인형의 실화를 섞어 넣은 이야기로, 1772년의 폴란드 분할이 모티브가 되어 있어서, '체스 두는 인형'이라는 체스머신을 만든 Baron von Kempelen이라는 빌뉴스 귀족이 주인공이다.
2008년 TV드라마 《터미네이터 사라 코너 연대기》 3화에서는 등장인물이 스카이넷의 후계기인 "터크"라는 체스 컴퓨터를 만든 이야기가 있다.

### 소설
에드거 앨런 포는 위에 기술한 1936년 발표한 에세이 "멜첼의 체스 기사"후, 체스 두는 인형이 불로 타버리기 몇년 전인 1849년에 '폰 켐펠렌과 그의 발견(Von Kempelen and His Discovery)'라는 이야기를 써냈다. 1909년. 앰브로스 비어스의 단편 '자동 체스 인형(Moxon's Master)'에는 체스 두는 인형과 꼭 닮은 무시무시한 체스 자동기계의 이야기가 있다. 1938년에는 미릿살인 사건을 다룬 존 딕슨 카의 "구부러진 경첩(The Crooked Hinge)"에서는 자동인형이 문제 해결의 열쇠가 되어 있다. 1977년의 진 울프의 SF단편 '경이로운 놋쇠 자동 체스 머신(The Marvellous Brass Chessplaying Automaton)'에서도 체스 두는 인형과 매우 흡사한 오토마타가 묘사되고 있다. 2009년의 오가와 요코의 장편 "고양이를 안고 코끼리와 헤엄치다"에도 비슷한 오토마타가 묘사되어 있다. 2001년의 세나 히데아키에 의한 포의 오마쥬 단편 '멜첼의 체스 플레이어'에도 로봇과 체스를 두는 묘사가 있다

### 인터넷
2005년, 아마존닷컴은 작업 프로그램과 사람의 인식을 묶는 월드 와이드 웹 기반의 응용 소프트웨어 Amazon Mechanical Turk를 시작했지만, 이것은 켐펠렌의 체스 두는 인형에서 착상을 얻은 것이다. 아직 베타 버전이지만, 색의 비교처럼 사람의 인식적인 활동을 컴퓨터가 대신하는 프로그램이다.

### 언어
독일어로 '거짓말하다, 사람을 속이다'라는 의미의 숙어 'Turken bauen'은 체스 두는 인형(Turk)에서 유래되었다는 설이 있다.